# Krušovce
Krušovce és un poble i municipi d'Eslovàquia que es troba a la regió de Nitra, al sud-oest del país. El 2011 tenia 1.746 habitants. La primera menció escrita de la vila es remunta al 1158.

## Demografia
| Godina             | 1994 | 2004   | 2014   | 2024   |
| ------------------ | ---- | ------ | ------ | ------ |
| Nombre de persones | 1695 | 1834   | 1732   | 1724   |
| Diferència         |      | +8,20% | −5,56% | −0,46% |

| Godina             | 2023 | 2024   |
| ------------------ | ---- | ------ |
| Nombre de persones | 1741 | 1724   |
| Diferència         |      | −0,97% |